# Yankuang Energy Group Company
Yanzhou Coal Mining ou Yancoal est une entreprise chinoise spécialisée dans l'exploitation de mine de charbon.

## Histoire
En janvier 2017, Rio Tinto annonce la vente d'une partie de ses activités charbonnières en Australie à Yanzhou Coal Mining pour 2,45 milliards de dollars. En juin 2017, Glencore renchérit sur cette offre.